# Afilas
Afilas (em grego clássico: Αφιλας; romaniz.: Aphilas), também chamado Filia ou Felia (Felya) reinou início do século IV, aproximadamente de 300 a 310) foi um rei de Axum na África Oriental (onde hoje se localiza a Etiópia e a Eritreia). Também é conhecido pelo título de bisi dimêlê 
Afilas é conhecido a partir das moedas que cunhou, que são caracterizadas por inúmeros experimentos em imagens no anverso (cara), além disso ele emitiu moedas com frações totalmente diferentes e que nenhum de seus sucessores copiou. 
G.W.B. Huntingford sugere que ele era o governante que erigiu a inscrição anônima em Adúlis, conhecida como Monumentum Adulitanum.
Afilas produziu as menores moedas de ouro já cunhadas na África subsaariana, o equivalente a um décimo sexto de um Áureo romano.  O anverso (cara) desta moeda apresenta não apenas seu retrato, mas também o crescente e o disco solar das crenças pré-cristãs de Axum. O verso (coroa) apresenta seu nome e título em grego, a língua franca do mundo civilizado da época.  Note que os "A" não têm uma barra horizontal, mas têm um ponto colocado abaixo deles.
Sua moeda de prata apresenta seu retrato no anverso (cara) e reverso (coroa) com o disco solar e o crescente estilizados no topo. O reverso revela uma característica distintiva da cunhagem Axumita, a douração. O retrato interior do reverso (coroa) da moeda de prata é coberto com ouro. 